# Real Audiencia de Buenos Aires
La Real Audiencia de Buenos Aires, oficialmente conocida como Audiencia y Cancillería Real de Buenos Aires, fue el más alto tribunal de apelaciones de la Corona española con sede en la ciudad de Buenos Aires. Funcionó brevemente como audiencia pretorial entre 1663 y 1672 con un distrito que comprendía dentro del virreinato del Perú las gobernaciones del Río de la Plata, Paraguay y Tucumán erigidas en capitanía general. Fue restablecida en el virreinato del Río de la Plata en 1785 como audiencia virreinal teniendo como distrito las intendencias de Buenos Aires, Córdoba del Tucumán, Salta del Tucumán y del Paraguay. Tras la Revolución de Mayo de 1810 funcionó hasta el 23 de enero de 1812, cuando se la reemplazó por una cámara de apelaciones. Su sede estaba en el Cabildo de Buenos Aires.

## Audiencia pretorial

### Creación
La creación de esta real audiencia fue ordenada por el rey Felipe IV de España el 6 de abril de 1661 debido a:

Teniendo consideración a lo que conviene que las provincias del Río de la Plata, Tucumán y Paraguay sean bien gobernadas, así en lo militar como en lo político, administrándose a los vecinos de ellas justicia con toda integridad, y atendiendo a que respecto de estar tan distantes aquellas provincias de mi Audiencia Real de la ciudad de La Plata en la Provincia de Los Charcas en cuyo distrito se comprendían, no podían ocurrir los vecinos de ellas a seguir sus pleitos y causas, y a pedir se les guarde justicia en los agravios que se les hacían por mis gobernadores y otras personas poderosas, y para que en las dichas provincias se atienda con la puntualidad necesaria a la administración de mi Hacienda y se eviten los fraudes que se han cometido y cometen contra ella, admitiendo navíos extranjeros en el puerto de Buenos Aires al tráfico y comercio, estando tan prohibido...

Su composición y distrito fue especificada como:

He resuelto entre otras cosas y en consultas de mi Consejo Real de las Indias que se funda y erija una Audiencia y Chancillería Real según y como las hay en las provincias de Chile y ciudad de Panamá, y que ésta resida en la de la Trinidad del puerto de Buenos Aires y que se componga de un Presidente, tres Oidores y un Fiscal, y de los demás ministros que conforme a sus ordenanzas debiere haber, y que el dicho mi Presidente sea de capa y espada, y en quien concurran inteligencia en lo militar, para que juntamente sea Gobernador y Capitán General de las Provincias del Río de la Plata y que la dicha mi Audiencia tenga por jurisdicción y distrito las dichas Provincias del Río de la Plata, las del Paraguay y Tucuman, que estas estén sujetas á ella según y como hasta aquí lo han estado á mi audiencia real de la Ciudad de La Plata de donde se desagregan, separándolas de ella...

El distrito quedó así erigido en capitanía general, ordenándosele al virrey del Perú:

... y que el Gobierno Superior de todo lo haya de tener en las dichas Provincias el que fuere Presidente de la dicha Audiencia, según y como lo tienen los Presidentes de las de Chile y Panamá, y él ha de estar subordinado á vos como lo están los de las dichas dos Audiencias, sin que tengais más jurisdiccion ni dominio en ella ni en aquellas provincias, sin embargo lo que hasta ahora hayan estado debajo de nuestro Gobierno...

Otra real cédula del 20 de junio de 1661 fijó las pautas de su funcionamiento y nombró como su primer presidente de capa y espada a Alonso de Mercado y Villacorta, quien no pudo ocupar el cargo porque la audiencia fue establecida luego de que dejara el cargo de gobernador acusado de contrabando. El 23 de noviembre de 1662 el rey nombró como presidente, gobernador y capitán general al maestre de campo José Martínez de Salazar, quien asumió el 28 de julio de 1663 y por no ser letrado tenía voz pero no voto en los casos de justicia. El 1 de agosto de 1663 fue recibido solemnemente el sello real en Buenos Aires, y el 3 de agosto de 1663 quedó establecida la audiencia al jurar el presidentes, dos oidores y otros integrantes.
Sus primeros oidores y alcaldes del crimen designados por 3 años fueron:
- el licenciado Pedro García de Ovalle -exfiscal de la Audiencia de Charcas-, como oidor más antiguo. Al cumplir su mandato el 3 de agosto de 1666 fue designado alcalde del crimen de la Audiencia de Lima.
- el doctor Pedro de Rojas y Luna -quien llegó de España- fue designado el 30 de enero de 1663 en remplazo de Fernando de Yrabedra Paz, quien permaneció en España. Al expirar su mandato fue nombrado alcalde del crimen de la Audiencia de Lima, pero murió antes de viajar en 1666 o 1667.
- el doctor Alonso de Solórzano y Velasco -exoidor de la Audiencia de Chile- fue designado por 4 años el 6 de septiembre de 1664 en remplazo del doctor Juan de Huerta Gutiérrez -también exoidor de la Audiencia de Chile- que no asumió al ser nombrado inquisidor en Lima.
- Manuel Muñoz de Cuellar, incorporado como oidor en 1666.

El primer fiscal designado fue Juan de Lerín, pero no asumió y el 9 de diciembre de 1662 fue designado Diego Portales y Salas, quien tomó el cargo el 16 de agosto de 1663. Portales y Salas fue designado oidor el 25 mayo de 1667, siendo reemplazado como fiscal por Diego Ibáñez de Faría en 1669 -designado el 20 de julio de 1667-.

### Extinción
Por real cédula del 31 de diciembre de 1671, que se cumplió el 26 de octubre de 1672, se mandó extinguir esta audiencia, volviendo todos los pleitos a la jurisdicción anterior, es decir, a la Audiencia de Charcas, y retornando la jurisdicción del virrey del Perú. El presidente de la audiencia, José Martínez de Salazar, cesó en ese cargo pero continuó como gobernador del Río de la Plata.

… habiéndose visto en el Consejo Real de las Indias diferentes cartas y papeles de esa Audiencia y otras noticias que se han tenido, con la especial atención que pide la gravedad de esta materia, y consultándoseme lo que cerca de ella se la ofrecía, atendiendo a que la experiencia ha mostrado que de la formación de esa Audiencia no han resultado los efectos que se esperaban, ni lográndose los fines que dieron motivo a su erección, y por otras justas consideraciones del Real Servicio, he resuelto que se extinga... sólo haya de haber en lugar de la Audiencia un gobernador y capitán general de aquellas provincias, que ahora han de volver a comprenderse en la jurisdicción y gobierno de la Audiencia de Charcas como antes lo estaban en todo y por todo sin que haya alteración alguna...

Pese a que ya había sido suprimida, la Recopilación de Leyes de Indias sancionada el 18 de mayo de 1680, en ley XIII (Audiencia y Chancilleria Real de la Ciudad de la Trinidad, Puerto de Buenos Ayres) del título XV (De las Audiencias y Chancillerias Reales de las Indias) del libro II, recoge los límites y los funcionarios de esta audiencia, provenientes de la real cédula de 1661:

En la Ciudad de la Trinidad, Puerto de Buenos Aires, resida otra nuestra Audiencia y Chancilleria Real, con un Presidente, Gobernador y Capitán General: tres Oidores, que también sean Alcaldes de el Crimen: vn Fiscal: un Alguazil mayor: un Teniente de Gran Chanciller, y los demás Ministros y Oficiales necesarios, y tenga por distrito todas las Ciudades, Villas, Lugares y tierras, que se cõprehẽnde en las Provincias del Río de la Plata, Paraguay y Tucuman, no embargante, que hasta ahora hayan estado debajo del distrito y jurisdicción de la de los Charcas, por cuanto las desagregamos y separamos de ella para este efecto: y la jurisdicción se ha de entender de todo lo que al presente esté pacifico y poblado en las dichas tres Provincias, y de lo que se redujere, pacificare y poblare en ellas. Y es nuestra voluntad, que al gobernador y capitán general de las dichas provincias, y presidente de la Real Audiencia de ellas, pertenezca privativamente proveer en las cosas de gobierno; salvo que para su mejor acierto, mandamos, que en los casos y cosas que se ofrecieren de gobierno, y fueren de importancia, el dicho Gobernador las haya de tratar y trate con los Oidores de la misma Audiencia, para que le dén su parecer consultivamente, y haviendolos oido, provea lo que mas convenga al servicio de Dios, y al nuestro, paz y tranquilidad de aquellas Provincias y República, y en todo procedan conforme a derecho, y sus especiales Ordenanzas.

## Audiencia virreinal

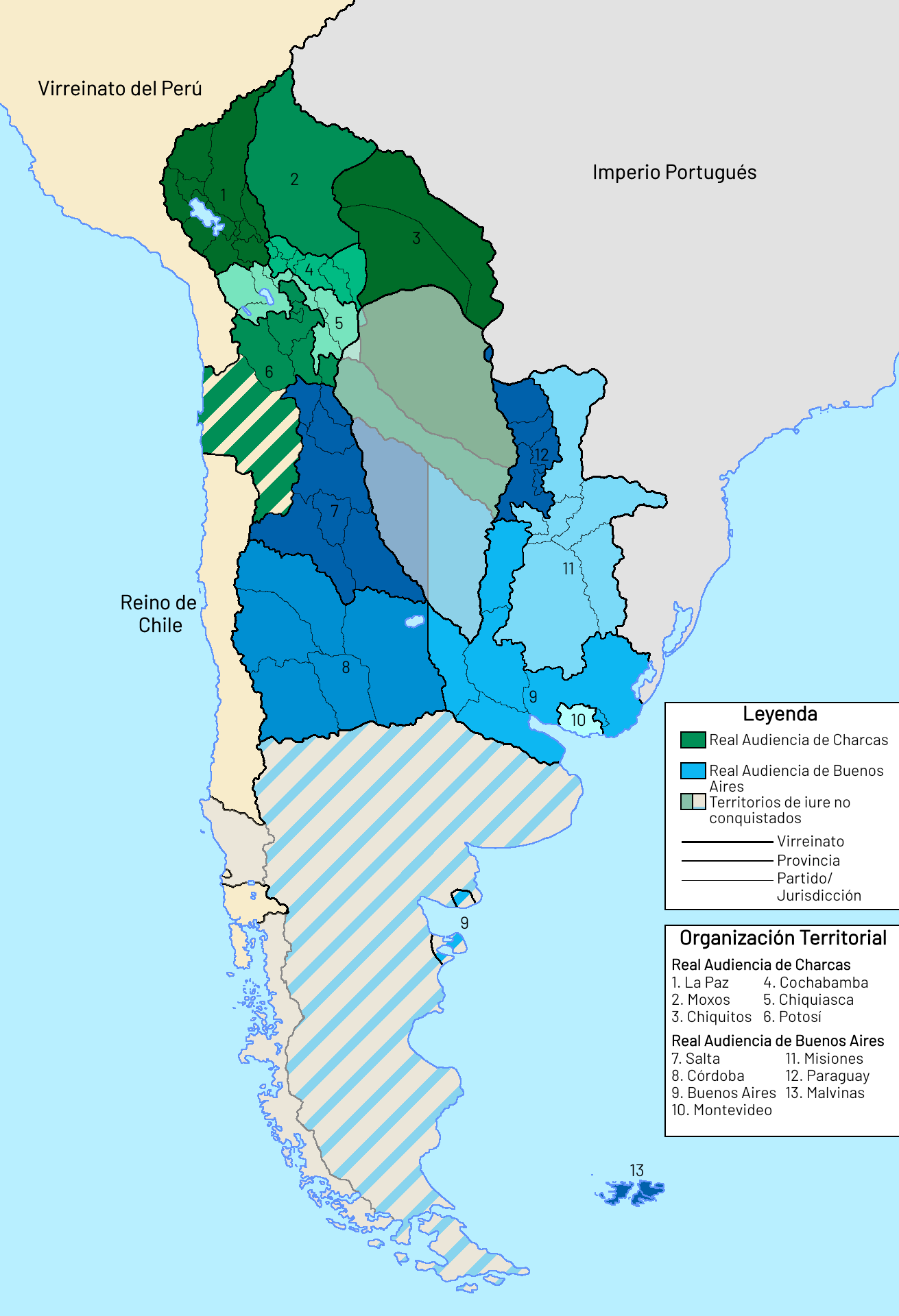
Las divisiones internas del Virreinato del Río de la Plata en 1783.

Fue creada en el Virreinato del Río de la Plata -que había sido creado provisionalmente el 1 de agosto de 1776 y que se hizo efectivo al año siguiente- durante el reinado de Carlos III de España por real decreto del 25 de julio de 1782 y comunicada al virrey el 14 de abril de 1783:

... he venido por mi Real Decreto de veinte y cinco de Julio siguiente en establecer una Real Audiencia Pretorial en la misma Capital de Buenos Aires, la cual tenga por distrito la Provincia de este nombre, y las tres de Paraguay, Tucuman y Cuyo. Que verificado su establecimiento queden estinguidos en la misma Capital el Empleo de Protector de Indios, el de defensor de mi Real Hacienda y el de Alguacil Mayor de aquellas mis Reales Cajas; y el de Auditor de guerra, luego que falte de alli el actual Asesor de ese Virreynato, pues por ahora deben continuar reunidos en él ambos cargos. Que la nueva Audiencia se componga del Virey como Presidente, de un Regente, cuatro Oidores y un Fiscal, con cuyo Empleo ha de quedar unido el Protector de Indios... Que haya dos Agentes Fiscales, dos Relatores, y dos Escribanos de Cámara... en inteligencia de espedirse con fecha de hoy las correspondientes cedulas á mis Reales Audiencias de Chile y Charcas para que les conste el territorio que se segrega de su respectiva jurisdiccion...

Tras la publicación por bando del 5 de agosto de 1785, la instalación solemne de la audiencia tuvo lugar el 8 de agosto de 1785, llegando el sello real al día siguiente. Sus primer regente fue Manuel Antonio de Arredondo y Pelegrín, y sus oidores: Alonso González Pérez, Sebastián de Velasco, Tomás Ignacio Palomeque. El fiscal fue José Márquez de la Plata. 
Su territorio comprendía las intendencias de Buenos Aires, Paraguay, Córdoba del Tucumán y Salta del Tucumán y las gobernaciones subordinadas a Buenos Aires de Misiones y Montevideo. Los cuales, excepto lo que fue el corregimiento de Cuyo (separado de la Real Audiencia de Chile), fueron segregados de la Audiencia de Charcas.
La presidía el virrey, poseía un regente, cuatro oidores, un fiscal (que sería al mismo tiempo protector de indios), dos agentes fiscales, un canciller, dos relatores, dos escribanos de cámara, cuatro procuradores, un tasador y un repartidor, dos porteros y un barrendero. Tenía tres funciones que cumplir: la primera puramente judicial, la segunda política y la tercera particular y exclusiva de cada distrito. La más importante de sus atribuciones eran las judiciales: como tribunal de apelación le llegaban los juicios fallados en primera instancia por alcaldes, gobernadores y otros funcionarios. En casos especiales, podía actuar como tribunal de primera instancia, vale decir, que la demanda podía ser presentada directamente ante ella. También era tribunal de apelación en casos civiles y criminales sustanciados en tribunales inferiores, y tribunal de primera instancia en los llamados “casos de corte” y problemas con los indios.
Según Ots Capdequi citando a Ruiz Guiñazú, hubo tres tipos de audiencia en los territorios coloniales españoles: audiencias virreinales, pretoriales y subordinadas. Las audiencias virreinales eran las establecidas en la propia capital del virreinato y presididas por el propio virrey. Las pretoriales eran las radicadas en ciudades metropolitanas de una capitanía general, presididas a su vez por un capitán general y gobernador. Las subordinadas eran todas las restantes, que no respondían a estas características. Sin embargo, la Audiencia de Buenos Aires que al principio efectivamente debía ser considerada pretorial, posteriormente, cuando fue reinstalada después de la creación del Virreinato del Río de la Plata no fue considerada como virreinal, continuando siendo designada como pretorial, aunque poseía la jerarquía de la primera.

### Regentes
- Manuel Antonio Arredondo y Pelegrín: nombrado por consulta de 2 de junio y título de 12 de julio de 1783, tomó posesión del cargo el 3 de mayo de 1785. Por decreto de 12 de febrero y título de 4 de marzo de 1787 fue trasladado como regente de la Real Audiencia de Lima, dejando el cargo el 16 de octubre de 1787.[10]
- Benito María de la Mata Linares y Vázquez Dávila: nombrado por real provisión de 4 de marzo de 1787, tomó posesión del cargo el 23 de junio de 1788. El 24 de noviembre de 1802 fue designado al Consejo de Indias, dejando el cargo el 20 de mayo de 1803.[11]
- Lucas Muñoz y Cubero: nombrado por consulta de 22 de marzo y título de 5 de mayo de 1804, tomó posesión del cargo el 20 de abril de 1805. Mantuvo el cargo cuando los oidores y fiscales fueron deportados en 1810, cesando el 23 de enero de 1812 al ser transformada la Real Audiencia en Cámara de Apelaciones.[12][13]

### Oidores
- Alonso González Pérez: nombrado por título de 12 de julio de 1783, asumió el 5 de octubre de 1784. Por real orden de 25 de marzo de 1789 fue trasladado como oidor de la Real Audiencia de Chile, dejando el cargo a principios de 1790.[14]
- Sebastián de Velasco y Munguía: nombrado por título de 12 de julio de 1783, asumió el 14 de octubre de 1784. Fue jubilado por decreto de 22 de abril de 1804.[15]
- Tomás Ignacio Palomeque Céspedes: nombrado por consulta de 2 de junio y título de 12 de julio de 1783, asumió el 26 de febrero de 1784. Por decreto de 5 de octubre de 1786 y título de 17 de mayo de 1787 fue trasladado como oidor de la Real Audiencia de Charcas, dejando el cargo en enero de 1787.[16]
- José Cabeza Enríquez: nombrado por consulta de 2 de junio y título de 12 de julio de 1783, asumió el 9 de junio de 1787. Falleció en el cargo el 1 de mayo de 1798.[17]
- Miguel Sánchez Moscoso: al aumentarse a 5 plazas de oidores fue nombrado por decreto de 13 de julio y título de 1 de agosto de 1786, asumió el 3 de febrero de 1787. Por decreto de 26 de febrero y título de 3 de mayo de 1787 fue trasladado como oidor de la Real Audiencia del Cuzco, dejando el cargo el 1 de septiembre de 1787.[18]
- José Pareja y Cortés: nombrado por consulta de 18 de mayo de 1787 en remplazo de Miguel Sánchez Moscoso, asumió el 25 de octubre de 1787. Por decreto de 26 de abril de 1789 fue designado fiscal del crimen de la Real Audiencia de Lima, dejando el cargo en enero de 1790.[19]
- Lorenzo Blanco Cicerón: nombrado por real provisión de 20 de diciembre de 1786 en remplazo de Tomás Ignacio Palomeque Céspedes, asumió el 8 de enero de 1788. Falleció en el cargo el 9 de diciembre de 1790.[20]
  - Juan Hipólito Suárez Trespalacios y Escandón, fue designado por real provisión de 10 de abril de 1789 en remplazo de Alonso González Pérez, pero había fallecido en diciembre de 1788.[21]
- Francisco Tomás de Ansótegui y Barroeta: nombrado por consulta de 3 de julio y título del 27 de septiembre de 1789 en remplazo de Juan Hipólito Suárez Trespalacios y Escandón, asumió el 6 de abril de 1790. El 22 de junio de 1810 fue deportado a las islas Canarias.[22]
- Rafael Antonio Viderique: nombrado por título de 19 de mayo de 1789 en remplazo de José Pareja y Cortés, asumió el 7 de enero de 1791. Por consulta de 6 de julio de 1796 y título de 6 de julio de 1800 fue trasladado como oidor a la Real Audiencia de México, dejando el cargo el 2 de junio de 1797.[23]
- Francisco Garasa Jiménez de Bagües: nombrado por consulta de 28 de julio y título de 10 de septiembre de 1791 en remplazo de Lorenzo Blanco Cicerón, asumió el 9 de enero de 1792. Falleció en el cargo el 23 de junio de 1803.[24]
- Joaquín Bernardo de Campuzano y Salazar: nombrado por decreto de 21 de agosto y título de 30 de septiembre de 1796 en remplazo de Rafael Antonio Viderique, asumió el 22 de diciembre de 1796. Por consulta de 13 de agosto de 1805 y título de 21 de marzo de 1806 fue trasladado como oidor de la Real Audiencia de Guatemala, dejando el cargo a fines de 1807.[25]
  - Juan Antonio de la Riva: nombrado por consulta del 25 de febrero y título del 10 de mayo de 1799 en remplazo de José Cabeza Enríquez, no asumió. Por decreto de 28 de diciembre de 1800 y título de 16 de enero de 1801 fue trasladado como oidor de la Real Audiencia de Guatemala.[26]
- Juan Bazo y Berri: nombrado por consulta y título de 29 de abril de 1801 en remplazo de Juan Antonio de la Riva, asumió el 18 de junio de 1802. Dejó el cargo en 1808 y fue cesado el 2 de enero de 1809.[27]
- José Márquez de la Plata y Soto: nombrado por consulta de Cámara de Indias de 30 de enero de 1804 y título de 15 de marzo de 1804 en remplazo de Francisco Garasa Jiménez de Bagües, asumió el 30 de junio de 1804.[28] El 7 de septiembre de 1810 la Primera Junta le suspendió el sueldo por hallarse en la Banda Oriental sin jurar obediencia, no regresando a Buenos Aires.[29]
- Manuel Dionisio de Velasco y Camberos: nombrado por decreto de 22 de abril de 1804 y título de 2 de junio de 1804 en remplazo de su padre Sebastián de Velasco y Munguía, asumió el 17 de enero de 1805. El 22 de junio de 1810 fue deportado a las islas Canarias.[30]
- Manuel José de Reyes y Borda: nombrado por consulta de 13 de agosto y título de 28 de septiembre de 1804 en remplazo de Joaquín Bernardo de Campuzano y Salazar, asumió el 2 de diciembre de 1805. El 22 de junio de 1810 fue deportado a las islas Canarias.[31][32]

### Fiscales
En lo civil y criminal y protector de naturales:
- José Márquez de la Plata: nombrado por título de 12 de julio de 1783, asumió el 30 de junio de 1784. El 21 de enero de 1787 el cargo fue desdoblado.

En lo civil y Real Hacienda:
- José Márquez de la Plata y Soto: nombrado el 21 de enero de 1787, asumió el 29 de julio de 1788. Por consulta de 30 de enero de 1804 y título de 15 de marzo de 1804 fue designado oidor dejando el cargo de fiscal el 30 de junio de 1804.
- Manuel Genaro de Villota: nombrado el 19 de abril de 1804 en remplazo de José Márquez de la Plata y Soto, asumió en 1805. El 22 de junio de 1810 fue deportado a las islas Canarias.

En lo criminal y protector de naturales:
- José Márquez de la Plata y Soto: asumió interinamente en espera de Francisco Manuel de Herrera y Duquesne el 29 de julio de 1788, dejándole el cargo el 29 de diciembre de 1789.
- Francisco Manuel de Herrera y Duquesne: nombrado el 21 de enero de 1787, asumió el 29 de diciembre de 1789. Por consulta de la Cámara de Indias de 17 de enero de 1798 y título de 17 de marzo de 1798 fue trasladado como fiscal de la Real Audiencia de Chile, dejando el cargo el 19 de febrero de 1799.[33]
- Manuel Genaro de Villota: nombrado por orden real de 7 de marzo y título de 28 de marzo de 1799 en permuta con Andrés José de Iriarte (previamente designado en su lugar) por el cargo de fiscal en la Real Audiencia de Quito, asumió 21 de febrero de 1800. El 19 de abril de 1804 fue designado fiscal en lo civil y Real Hacienda en remplazo de José Márquez de la Plata y Soto, dejando el cargo en 1805.[34]
- Antonio Caspe y Rodríguez: nombrado por real provisión de 29 de abril de 1804 en remplazo de Manuel Genaro de Villota, asumió el 9 de junio de 1806. El 22 de junio de 1810 fue deportado a las islas Canarias.[35]

## Audiencia luego de la Revolución de Mayo
El 25 de mayo de 1810 se produjo la Revolución de Mayo en el Río de la Plata cuando la Primera Junta tomó el control de Buenos Aires. Los oidores Francisco Tomás de Anzoátegui, Manuel de Velasco y Manuel José de Reyes junto con los fiscales Manuel Genaro Villota y Antonio Caspe y Rodríguez y el virrey y presidente Baltasar Hidalgo de Cisneros fueron apresados y deportados a las islas Canarias el 22 de junio de 1810 en un cúter británico.
Esta acción frustró los planes del comandante del Apostadero de Montevideo José María Salazar, quien pretendía establecer al virrey y a la audiencia en la ciudad realista de Montevideo. Para ello contaba con el oidor designado Juan de Zea y Villarroel, quien había arribado a Montevideo el 14 de junio de 1810, y envió un barco a la Capilla de Mercedes en busca del oidor José Márquez de la Plata que se estaba restableciendo allí de una enfermedad desde diciembre de 1809. Este se excusó por su enfermedad y la Junta ordenó el 7 de septiembre de 1810 no pagarle el sueldo mientras no la reconociera públicamente. 
El 23 de junio de 1810 la Junta llenó los lugares vacantes nombrando como conjueces a los abogados Vicente Anastasio Echevarría, Pedro Medrano y José Darregueira y como fiscal en lo civil y criminal a José Simón García de Cossio. La regencia continuó ocupada por Lucas Muñoz y Cubero.
El 15 de enero de 1811 Francisco Javier de Elío llegó en Montevideo como virrey y presidente de la Real Audiencia de Buenos Aires requiriéndole a esta su reconocimiento, pero fue rechazado. El 17 de abril de 1811 el Consejo de Regencia dispuso la instalación de la audiencia en Montevideo designando nuevos integrantes: Manuel de Irigoyen (regente), Luis Gonzalo del Río, José Acevedo Salazar, Juan de Zea y Villarroel como oidores y Miguel Lastarria como fiscal. Sin embargo, Elío respondió que su jurisdicción solo se limitaba a Montevideo y al Río de la Plata y no dio ejecución a la orden.
El 23 de enero de 1812 el Primer Triunvirato sancionó el Reglamento de Institución y Administración de Justicia del gobierno Superior Provisional de las Provincias Unidas del Río de la Plata, que reemplazó la Real Audiencia por la Cámara de Apelaciones.